# Følfod (plante)
Følfod (Tussilago farfara), også kaldet almindelig følfod, er en 10-15 cm høj urt, der især vokser på skrænter og i vejkanter. De cirka to centimeter brede, enlige, gule blomsterkurve kan på afstand ligne Mælkebøtter.

## Beskrivelse
Følfod er en lavtvoksende flerårig urt med en grundstillet bladroset. Bladene er nyreformede til runde med grove tænder langs randen. Oversiden er mat og lysegrøn, mens undersiden er hvidfiltet. Bladene ses først efter blomstringen, der foregår i marts-april.
Blomsterne er samlet i endestillede, gule kurve, som sidder på oprette, trådagtigt hårede skud med rødlige, skælagtige blade. Frugterne er nødder med hvid fnok.
Rodnettet består af forgrenede, skællede jordstængler, der bærer de forholdsvis få trævlerødder.
Højde x bredde og årlig tilvækst: 0,15 x 2 m (15 x 20 cm/år).

## Voksested
Planten er vildtvoksende i Danmark, hvor den er almindelig i hele landet som pionerplante og på rå jord med et højt indhold af frit kalium og magnesium (indikatorplante), ofte lerbund eller kalkbund med udsivende vand.
På fugtige og lysåbne steder kan den blive til et ubehageligt ukrudt, som er besværligt at udrydde.
| Portal | Portal:Botanik |